# Wasyl Kocko
Wasyl Kocko (ur. 1823 w Modryczu, zm. 24 listopada 1897 w Drohobyczu) – ukraiński działacz społeczny, poseł do Sejmu Krajowego Galicji II i III kadencji (1867-1876), c.k. sekretarz starostwa Drohobycz.
Wybrany w IV kurii obwodu Sambor, z okręgu wyborczego nr 21 Drohobycz-Podbuż.

## Życiorys
Syn Jana Kocko i Marii Kociuba z Modrycza, w roku 1843 praktykant w drohobyckim magistracie, w 1854 rewizor policji w Drohobyczu, w 1856 kancelista magistratu, od 1872 do 1897 sekretarz starostwa Drohobycz. W latach 1867–1876 poseł II i III kadencji Sejmu Krajowego Galicji wybrany z okręgu wyborczego nr 21 Drohobycz-Podbuż.

## Odznaczenia
W 1869 odznaczony Złotym Krzyżem Zasługi Cywilnej.

## Rodzina
Żonaty z Pelagią Kikiewicz, córką Józefa i Zofii Loebl i po raz drugi z Anną Rogoziewicz, miał czternaścioro dzieci.